# Finnische Badmintonmeisterschaft 2024
Die Finnische Badmintonmeisterschaft 2024 fand vom 1. bis zum 3. Februar 2024 in Vantaa statt.

## Medaillengewinner
| Disziplin    | Gold                          | Silber                        | Bronze                            |
| ------------ | ----------------------------- | ----------------------------- | --------------------------------- |
| Herreneinzel | Joakim Oldorff                | Eliel Melleri                 | Kalle Koljonen                    |
| Herreneinzel | Joakim Oldorff                | Eliel Melleri                 | Joonas Korhonen                   |
| Dameneinzel  | Nella Nyqvist                 | Petra Saarnivaara             | Pihla Mäkelä                      |
| Dameneinzel  | Nella Nyqvist                 | Petra Saarnivaara             | Oona Tapola                       |
| Herrendoppel | Anton Kaisti Joonas Korhonen  | Eliel Melleri Niilo Nyqvist   | Iikka Heino Robin Jäntti          |
| Herrendoppel | Anton Kaisti Joonas Korhonen  | Eliel Melleri Niilo Nyqvist   | Nicholas Kroath Julius von Pfaler |
| Damendoppel  | Nella Nyqvist Jenny Vähäsarja | Noora Nokkala Iina Suutarinen | Pihla Mäkelä Helena Santalahti    |
| Damendoppel  | Nella Nyqvist Jenny Vähäsarja | Noora Nokkala Iina Suutarinen | Tuuli Härkönen Elina Övermark     |
| Mixed        | Anton Kaisti Iina Suutarinen  | Kalle Koljonen Tuuli Härkönen | Jesper Paul Oona Tapola           |
| Mixed        | Anton Kaisti Iina Suutarinen  | Kalle Koljonen Tuuli Härkönen | Julius von Pfaler Jenny Vähäsarja |